# Nancy King
Nancy King (Eugene, Oregón, 15 de junio de 1940-5 de agosto de 2025) fue una cantante de jazz estadounidense.

## Carrera musical
Conocida por su magistral scatting y su rango elástico, King ha actuado en giras y grabaciones, así como hecho colaboraciones con artistas de la talla de Jon Hendricks, Vince Guaraldi, Ralph Towner, David Friesen y otros.
King comenzó a dar conciertos en 1959 con sus compañeros estudiantes de música de la Universidad de Oregón. Después de mudarse a San Francisco, en 1960, su logrado Scat singing la llevó a muchos conciertos con diversos artistas de bebop.
En 2004, grabó su álbum en vivo Live at Jazz Standard con el pianista Fred Hersch.

## Discografía
- Impending Bloom (con Glen Moore) (Justice Records, 1991)
- Potato Radio (con Glen Moore) (Justice Records, 1992)
- Cliff Dance (con Glen Moore) (Justice Records, 1993)
- Straight Into Your Heart (con Steve Christofferson y la Metropole Orchestra) (Mons Records, 1996)
- King on the Road (Cardas, 1999)
- Moonray (Live, Philology, 1999)
- Dream Lands, Vol. 1 (con Steve Christofferson) (Stellar!, 2000)
- Dream Lands, Vol. 2 (con Steve Christofferson) (Stellar!, 2002)
- Live at the Jazz Standard (con Fred Hersch) (Live, Maxijazz, 2006)
- Perennial (Ornry Diva Productions, 2011)

### Como invitada
Con Karrin Allyson
- Footprints (2006)

Con Ray Brown
- Christmas Songs with the Ray Brown Trio (Telarc, 1999)
- Some of My Best Friends Are Singers (Telarc, 1998)

Con Rick Crittenden
- Passages (2000)

Con Robert Moore
- Cool Blue (Romo Music, 1999)

Con Roy Nathanson
- Fire at Keaton's Bar and Grill (Six Degrees, 2000)

Con Oregon
- 45th Parallel (Portrait, 1989)

Con Noah Peterson
- Bump (Peterson Entertainment, 2006)

Con Randy Porter
- Modern Reflections (Heavywood, 1999)

Con Steve Wolfe's Jazz Cruisers
- First Date (Inner City, 1976)

Con Belinda Underwood
- Greenspace (Cosmik Muse Records, 2008)

Con Varios artistas
- Portland Jazz: Volume 1 (Pillar Productions, 1995)